# パイパイ仮面でどうかしらん?
『パイパイ仮面でどうかしらん?』（パイパイかめんでどうかしらん?）は、2024年9月15日に発売された宝鐘マリンの楽曲である。

## 概要
本楽曲は、宝鐘マリンが自ら考案した架空のヒーローキャラクター「パイパイ仮面」をテーマにしたコミカルかつセクシーな一曲で、ファンの間では船長節全開の楽曲として高く評価されている。
宝鐘マリンの独特なキャラクター性とバラエティ志向を前面に押し出しており、昭和の特撮ヒーローや歌謡曲風のテイストを現代の音楽と融合させたレトロフューチャーな作風が特徴。キャッチーなサビや大胆な言葉選び、セリフ調のパートなどパフォーマンス性も高く、ライブやイベントでも盛り上がる定番曲のひとつとなっている。
MVでは、パイパイ仮面に扮した宝鐘マリンが悪を退治するストーリー仕立てになっており、80年代の特撮やアニメ演出へのオマージュが随所に見られる。

## 評価・反響
リリース直後からYoutubeやX（旧：Twitter）で話題となり、YouTubeで公開されたMVは公開からわずか1日で100万再生を達成。ファンアートやコスプレ、MAD動画などの二次創作も活発で、「#パイパイ仮面チャレンジ」といったハッシュタグを通じてSNSでも拡散された。
また、「パイパイ仮面」のキャラクター性や決めゼリフは、バラエティ番組やコラボ配信でも度々取り上げられ、宝鐘マリンの代名詞的存在となりつつある。

## ライブでの披露
2024年12月7日・8日にKアリーナ横浜で開催された自身初のソロライブ「Ahoy!! キミたちみんなパイレーツ♡」にて初披露された。
その後も「hololive 6th fes.」等の一大イベントでは、パイパイ仮面仕様のコスチュームで披露され、コミカルな振り付けとともに観客を魅了。ファンとのコールアンドレスポンスや変身ポーズの再現も話題となった。

## その他
- 本楽曲は、宝鐘マリンによる「海賊×ヒーロー」路線のセルフプロデュース企画の一環として制作されたものであり、続編的な楽曲や「パイパイ仮面」のスピンオフコンテンツも構想中とされている。
- 楽曲中の「どうかしらん?」という語尾が印象的で、配信中の決めゼリフとしても使用されている。